# Flowers for Vases/Descansos
Flowers for Vases/Descansos è il secondo album in studio da solista della cantante statunitense Hayley Williams, pubblicato il 5 febbraio 2021.

## Descrizione
L'album, registrato interamente dalla sola Hayley Williams, che ne ha curato testi, musiche e strumentazione, è stato registrato presso la sua abitazione a Nashville, in Tennessee. Williams stessa lo considera più un prequel, piuttosto che un seguito, al suo album di debutto Petals for Armor. L'album è stato annunciato il giorno prima della sua pubblicazione.

## Tracce
Testi e musiche di Hayley Williams.
1. First Thing to Go – 2:59
2. My Limb – 2:53
3. Asystole – 3:05
4. Trigger – 4:04
5. Over Those Hills – 3:12
6. Good Grief – 2:38
7. Wait On – 3:10
8. KYRH – 2:34
9. Inordinary – 4:44
10. HYD – 3:42
11. No Use I Just Do – 2:09
12. Find Me Here – 2:11
13. Descansos – 1:59
14. Just a Lover – 3:03

## Formazione
- Hayley Williams – voce, chitarra elettrica, chitarra acustica, basso, pianoforte, tastiera, effetti, batteria, percussioni

Produzione
- Daniel James – produzione, ingegneria del suono
- Carlos de la Garza – missaggio
- Heba Kadry – mastering
- Denyse Tontz – assistenza all'ingegneria

## Classifiche
| Classifica (2021)         | Posizione massima |
| ------------------------- | ----------------- |
| Regno Unito               | 92                |
| Stati Uniti               | 189               |
| Stati Uniti (alternative) | 21                |
| Stati Uniti (rock)        | 33                |